# Jeremias Benjamin Richter
Pour les articles homonymes, voir Richter.
Jeremias Benjamin Richter (10 mars 1762 à Hirschberg, Silésie - 4 mai 1807 à Berlin) est un chimiste allemand.
Il est considéré comme le père de la stœchiométrie, ayant énoncé en 1791 la « loi de proportions définies » : il constate que pour une réaction donnée le rapport des masses des réactifs consommés est constant.
Ce travail est complété par celui de Joseph Proust en 1794, et pose les bases de la nouvelle théorie atomique qui sera appliquée à la chimie par John Dalton en 1804.
En 1794, il devient expert des mines à Breslau, puis en 1800 il est nommé assesseur au département des mines et chimiste à l'usine royale de porcelaine de Berlin, où il meurt en 1807.

## Sa vie
J.B. Richter embrasse d'abord une carrière militaire dans le corps des ingénieurs de l'armée prussienne. Au bout de sept ans, il doit renoncer à poursuivre sa carrière et à quitter l'armée pour des raisons disciplinaires. Déjà à l'armée, son cœur battait pour la chimie dont il lisait les livres qui lui passaient entre les mains.
En 1785, il entre à l'université de Konigsberg où il étudie la philosophie et les mathématiques. Il a comme professeur Emmanuel Kant ce qui l'influence largement. Il décide de faire de la chimie pour lui donner des fondements mathématiques, une idée qui apparaît fortement dans sa thèse eusu matheseos in Chemia (1789).
En 1795, il devient inspecteur des mines en Silésie avec un salaire très faible (300 thalers). Il partage une chambre avec son assistant, où ses livres et ses habits moisissent et ses instruments rouillent. Il nourrit en vain l'espoir d'une chaire à l'université. Tout son salaire passe dans l'achat de produits chimiques et de matériel avec lesquels il travaille jour et nuit. Il change ensuite de travail pour le fabricant des porcelaines royales où il est qualifié pour les colorants avec un salaire de 700 thalers.
Il ne s'est jamais marié, travaillant comme s'il n'en avait plus pour longtemps à vivre. Il meurt à 45 ans de la tuberculose sans jamais que ses mérites aient été reconnus.